# Bernhard Gauer
Bernhard Gauer (* 19. Mai 1882 in St. Barbara bei Trier; † 26. April 1955 in Köln-Lindenthal) war ein deutscher Maler und Mosaikkünstler.
Gauer studierte bei Eduard von Gebhardt und bei Carl von Marr an der Münchner Akademie. Später bildete er sich in Italien weiter. Er ließ sich in Düsseldorf nieder und war dort Mitglied im Künstlerverein Malkasten und nach Ende des Zweiten Weltkriegs Vorsitzender des Vereins der Düsseldorfer Künstler.
Gauer schuf Ausmalungen, Glasgemälde und Mosaiken für mehrere Kirchen, so in der Lutwinuskirche in Mettlach und in der Antoniuskirche in Düsseldorf-Friedrichstadt. Für die Herz-Jesu-Kirche (Aachen) schuf Gauer 1914 das große Chormosaik und später, in den Jahren 1921 bis 1925, in der Kriegergedächtniskapelle die Darstellung des Kreuzweges Jesu Christi.
Er war 1940, 1941 und 1942 mit drei Porträts in Öl auf der Großen Deutschen Kunstausstellung in München vertreten.

## Ehrungen
- 1952: Großes Verdienstkreuz der Bundesrepublik Deutschland